# Eleições estaduais em Mato Grosso do Sul em 2002
As eleições estaduais em Mato Grosso do Sul em 2002 foram realizadas em 6 de outubro (1º turno) e 27 de outubro (2º turno), como parte das eleições gerais de 2002. Os eleitores aptos a votar elegeram o presidente da República, governador do Estado e dois senadores, além de oito deputados federais e 24 deputados estaduais. Como nenhum dos candidatos a governador obteve mais da metade dos votos válidos, um segundo turno foi realizado.
Os principais candidatos a governador foram José Orcírio Miranda dos Santos (PT, reeleito com 581.545 votos no segundo turno) e Marisa Serrano (PSDB). A troca de acusações foi constante na campanha, e se acentuou ainda mais no segundo turno. Segundo a Corregedoria do TRE-MS, cerca de 200 denúncias chegaram, no período, ao órgão pelo serviço de Disque-Denúncia, motivadas por abuso do poder econômico e propaganda irregular.
Entre os incidentes da eleição em Mato Grosso do Sul foram registrados no domingo da eleição, a prisão de 23 pessoas no sul do Estado, devido à compra de voto e boca-de-urna, além da detenção do prefeito do município de Antônio João, Dácio Queiroz (PMDB), e o ex-prefeito de Ribas do Rio Pardo, José Ramos (PMDB). Ambos estavam cometendo, segundo a Polícia Civil, crime eleitoral ao tentar comprar voto para a candidata Marisa Serrano.
Para o Senado, os principais candidatos foram Ramez Tebet (PMDB), Delcídio do Amaral (PT) e Pedro Pedrossian (PST).

## Candidaturas

### Governo do Estado
| Candidato(a) a governador(a) | Candidato a vice-governador | Coligação                                                    |
| ---------------------------- | --------------------------- | ------------------------------------------------------------ |
| Carlos Marun (PTB)           | Venturino Collet (PFL)      | Frente Ampla (PTB/PFL/PST/PPB/PHS/PTdoB)                     |
| Cláudio Anache (PTC)         | Ibrahim Zaher (PTC)         | — PTC                                                        |
| Cláudio Freire (PSB)         | Pedrinho Feitosa (PSB)      | MS Esperança (PSB/PRONA/PRP/PGT)                             |
| Marisa Serrano (PSDB)        | Marçal Filho (PMDB)         | Pra Frente MS (PSDB/PMDB/PRTB)                               |
| Moacir Kohl (PDT)            | Luiza Ribeiro (PPS)         | Frente Trabalhista (PDT/PPS)                                 |
| Zeca do PT (PT)              | Egon Krakhecke (PT)         | O Novo Mato Grosso do Sul (PT/PSL/PTN/PSC/PL/PSDC/PSD/PCdoB) |

### Senado Federal
| Candidato a senador     | Coligação                                                    |
| ----------------------- | ------------------------------------------------------------ |
| Athayde Nery (PPS)      | Frente Trabalhista (PDT/PPS)                                 |
| Carlos Leite (PV)       | — PV                                                         |
| Delcídio do Amaral (PT) | O Novo Mato Grosso do Sul (PT/PSL/PTN/PSC/PL/PSDC/PSD/PCdoB) |
| Derli (PSB)             | MS Esperança (PSB/PRONA/PRP/PGT)                             |
| Pedro Pedrossian (PST)  | Frente Ampla (PTB/PFL/PST/PPB/PHS/PTdoB)                     |
| Ramez Tebet (PMDB)      | Pra Frente MS (PSDB/PMDB/PRTB)                               |
| Ubirajara Martins (PSB) | MS Esperança (PSB/PRONA/PRP/PGT)                             |

## Resultados

### Governo do Estado
O ícone  indica a reeleição.
| Candidato(a)             | Vice                     | 1º turno 6 de outubro de 2002 | 1º turno 6 de outubro de 2002 | 2º turno 27 de outubro de 2002 | 2º turno 27 de outubro de 2002 |
| Candidato(a)             | Vice                     | Total                         | Percentagem                   | Total                          | Percentagem                    |
| ------------------------ | ------------------------ | ----------------------------- | ----------------------------- | ------------------------------ | ------------------------------ |
| Zeca do PT (PT — Inc.)   | Egon Krakheche (PT)      | 509.843                       | 48,33%                        | 581.545                        | 53,74%                         |
| Marisa Serrano (PSDB)    | Marçal Filho (PMDB)      | 447.396                       | 42,41%                        | 500.542                        | 46,25%                         |
| Moacir Kohl (PDT)        | Luiza Ribeiro (PPS)      | 55.350                        | 5,24%                         | Não participou                 | Não participou                 |
| Carlos Marun (PTB)       | Venturino Collet (PFL)   | 22.488                        | 2,13%                         | Não participou                 | Não participou                 |
| Cláudio Freire (PSB)     | Waldely Vaneli (PSB)     | 18.222                        | 1,72%                         | Não participou                 | Não participou                 |
| Cláudio Anache (PTC)     | Ibrahim Zaher (PTC)      | 1.619                         | 0,15%                         | Não participou                 | Não participou                 |
| → Total de votos válidos | → Total de votos válidos | 1.054.918                     | 91,13%                        | 1.082.087                      | 95,91%                         |
| → Votos em branco        | → Votos em branco        | 28.186                        | 2,43%                         | 10.214                         | 0,91%                          |
| → Votos nulos            | → Votos nulos            | 74.412                        | 6,42%                         | 26.844                         | 2,39%                          |
| Total                    | Total                    | 1.157.516                     | 81,99%                        | 1.119.145                      | 79,27%                         |
| Total de inscritos       | Total de inscritos       | 1.411.773                     | 100%                          | 1.411.773                      | 100%                           |

#### Gráficos
| Primeiro turno - Esquema Gráfico | Primeiro turno - Esquema Gráfico | Primeiro turno - Esquema Gráfico | Primeiro turno - Esquema Gráfico | Primeiro turno - Esquema Gráfico |
| -------------------------------- | -------------------------------- | -------------------------------- | -------------------------------- | -------------------------------- |
|                                  |                                  |                                  |                                  |                                  |
| Zeca do PT                       | Zeca do PT                       |                                  | 48,33%                           | 48,33%                           |
| Marisa Serrano                   | Marisa Serrano                   |                                  | 42,46%                           | 42,46%                           |
| Moacir Kohl                      | Moacir Kohl                      |                                  | 5,25%                            | 5,25%                            |
| Carlos Marun                     | Carlos Marun                     |                                  | 2,13%                            | 2,13%                            |
| Cláudio Freire                   | Cláudio Freire                   |                                  | 1,73%                            | 1,73%                            |
| Cláudio Anache                   | Cláudio Anache                   |                                  | 0,15%                            | 0,15%                            |
| Brancos e Nulos                  | Brancos e Nulos                  |                                  | 8,85%                            | 8,85%                            |

| Segundo turno - Esquema Gráfico | Segundo turno - Esquema Gráfico | Segundo turno - Esquema Gráfico | Segundo turno - Esquema Gráfico | Segundo turno - Esquema Gráfico |
| ------------------------------- | ------------------------------- | ------------------------------- | ------------------------------- | ------------------------------- |
|                                 |                                 |                                 |                                 |                                 |
| Zeca do PT                      | Zeca do PT                      |                                 | 53,74%                          | 53,74%                          |
| Marisa Serrano                  | Marisa Serrano                  |                                 | 46,26%                          | 46,26%                          |
| Brancos e Nulos                 | Brancos e Nulos                 |                                 | 3,30%                           | 3,30%                           |

### Senador
O ícone  indica a reeleição.
| Candidato(a)              | Turno único 6 de outubro de 2002 | Turno único 6 de outubro de 2002 |
| Candidato(a)              | Total                            | Percentagem                      |
| ------------------------- | -------------------------------- | -------------------------------- |
| Ramez Tebet (PMDB — Inc.) | 734.253                          | 38,19%                           |
| Delcídio do Amaral (PT)   | 496.879                          | 25,84%                           |
| Pedro Pedrossian (PST)    | 423.409                          | 22,02%                           |
| Athayde Nery (PPS)        | 118.841                          | 6,18%                            |
| Ubirajara Martins (PSB)   | 63.827                           | 3,32%                            |
| João Derli (PSB)          | 45.759                           | 2,38%                            |
| Carlos Leite (PV)         | 39.388                           | 2,04%                            |

#### Gráficos
| \| Turno único - Esquema Gráfico \| Turno único - Esquema Gráfico \| Turno único - Esquema Gráfico \| Turno único - Esquema Gráfico \| Turno único - Esquema Gráfico \| \| ----------------------------- \| ----------------------------- \| ----------------------------- \| ----------------------------- \| ----------------------------- \| \| \| \| \| \| \| \| Ramez Tebet \| Ramez Tebet \| \| 38,19% \| 38,19% \| \| Delcídio do Amaral \| Delcídio do Amaral \| \| 25,84% \| 25,84% \| \| Pedro Pedrossian \| Pedro Pedrossian \| \| 22,02% \| 22,02% \| \| Athayde Nery \| Athayde Nery \| \| 6,18% \| 6,18% \| \| Ubirajara Martins \| Ubirajara Martins \| \| 3,32% \| 3,32% \| \| Derli \| Derli \| \| 2,38% \| 2,38% \| \| Carlos Leite \| Carlos Leite \| \| 2,04% \| 2,04% \| |                    |  |        |        |
| Turno único - Esquema Gráfico |                    |  |        |        |
| |                    |  |        |        |
| Ramez Tebet | Ramez Tebet        |  | 38,19% | 38,19% |
| Delcídio do Amaral | Delcídio do Amaral |  | 25,84% | 25,84% |
| Pedro Pedrossian | Pedro Pedrossian   |  | 22,02% | 22,02% |
| Athayde Nery | Athayde Nery       |  | 6,18%  | 6,18%  |
| Ubirajara Martins | Ubirajara Martins  |  | 3,32%  | 3,32%  |
| Derli | Derli              |  | 2,38%  | 2,38%  |
| Carlos Leite | Carlos Leite       |  | 2,04%  | 2,04%  |

#### Câmara dos Deputados
No estado elegeram-se oito deputados federais. O ícone  indica os que foram reeleitos.

Representação eleita
  PT: 3
  PMDB: 5
  PFL: 1
  PTB: 1
  PPS: 1

| Número | Deputado federal eleito | Partido | Votação | Coligação                 |
| 1331   | Vander Loubet           | PT      | 101.815 | O Novo Mato Grosso do Sul |
| 1515   | Waldemir Moka           | PMDB    | 83.785  | Pra Frente MS             |
| 1516   | Dr. Antonio Cruz        | PMDB    | 76.443  | Pra Frente MS             |
| 2525   | Murilo Zauith           | PFL     | 68.356  | Frente Ampla              |
| 1414   | Nelson Trad             | PTB     | 59.239  | Frente Ampla              |
| 1311   | João Grandão            | PT      | 53.901  | O Novo Mato Grosso do Sul |
| 1322   | Antônio Carlos Biffi    | PT      | 45.840  | O Novo Mato Grosso do Sul |
| 2345   | Geraldo Resende         | PPS     | 39.421  | Frente Trabalhista        |

#### Assembleia Legislativa
No estado elegeram-se 24 deputados estaduais. O ícone  indica os que foram reeleitos.

Representação eleita
  PSDB: 4
  PL: 3
  PDT: 3
  PT: 3
  PTB: 2
  PSL: 2
  PMDB: 2
  PFL: 1
  PSD: 1
  PPS: 1
  PST: 1
  PMN: 1

Fonteː
| Candidato (a)            | Partido | Votos  | Coligação                 |
| ------------------------ | ------- | ------ | ------------------------- |
| Nelsinho Trad            | PTB     | 36.283 | Frente Ampla              |
| Londres Machado          | PL      | 30.841 | O Novo Mato Grosso do Sul |
| Ary Rigo                 | PDT     | 26.742 | Frente Trabalhista        |
| Jerson Domingos          | PSL     | 26.120 | O Novo Mato Grosso do Sul |
| Simone Tebet             | PMDB    | 25.251 | Pra Frente MS             |
| Flávio Kayatt            | PSDB    | 22.705 | Pra Frente MS             |
| Dagoberto Nogueira Filho | PDT     | 22.017 | Frente Trabalhista        |
| Zé Teixeira              | PFL     | 20.209 | Frente Ampla              |
| Onevan de Matos          | PDT     | 20.208 | Frente Trabalhista        |
| Maurício Picarelli       | PSD     | 20.200 | O Novo Mato Grosso do Sul |
| Paulo Corrêa             | PL      | 19.851 | O Novo Mato Grosso do Sul |
| Pedro Teruel             | PT      | 19.100 | O Novo Mato Grosso do Sul |
| Pedro Kemp               | PT      | 18.957 | O Novo Mato Grosso do Sul |
| Semy Ferraz              | PT      | 18.842 | O Novo Mato Grosso do Sul |
| Sérgio Assis             | PSDB    | 18.371 | Pra Frente MS             |
| Antônio Braga            | PPS     | 16.782 | Frente Trabalhista        |
| Waldir Neves             | PSDB    | 16.731 | Pra Frente MS             |
| Akira Otsubo             | PSL     | 16.651 | O Novo Mato Grosso do Sul |
| Antônio Carlos Arroyo    | PL      | 16.222 | O Novo Mato Grosso do Sul |
| Pastor Barbosa           | PTB     | 15.447 | Frente Ampla              |
| Celina Jallad            | PMDB    | 15.212 | Pra Frente MS             |
| Roberto Orro             | PSDB    | 14.391 | Pra Frente MS             |
| Raul Freixes             | PST     | 10.956 | Frente Ampla              |
| Ari Artuzi               | PMN     | 6.821  | —                         |